# Mauricio Victorino
Artikeln följer den spanska namnseden; faderns efternamn är Victorino och moderns efternamn Dansilo.
Mauricio Bernardo Victorino Dansilo, född 11 oktober 1982 i Montevideo, är en uruguayansk fotbollsspelare. Han spelar främst som försvarare. Han har spelat för Uruguays landslag och var med och representerade sitt land i Världsmästerskapet i fotboll 2010 i Sydafrika.
Han är brorson till den före detta Nacionalspelaren Waldemar Victorino som spelade för landslaget när de vann Mundialito 1980.

## Klubbstatistik
Senast uppdaterad: 2 mars 2011
| Klubb                | Säsong    | Liga | Liga | NT | NT  | IT | IT  | Totalt | Totalt |
| Klubb                | Säsong    | SM   | Mål  | SM | Mål | SM | Mål | SM     | Mål    |
| -------------------- | --------- | ---- | ---- | -- | --- | -- | --- | ------ | ------ |
| Plaza Colonia        | 2004      | 16   | 3    |    |     |    |     |        |        |
| Plaza Colonia        | Totalt    | 16   | 3    |    |     |    |     |        |        |
| Nacional             | 2005      |      |      |    |     |    |     |        |        |
| Nacional             | 2005/2006 |      |      |    |     |    |     |        |        |
| Nacional             | Totalt    |      |      |    |     |    |     |        |        |
| Veracruz             | 2006/2007 | 28   | 3    |    |     |    |     |        |        |
| Veracruz             | Totalt    | 28   | 3    |    |     |    |     |        |        |
| Nacional             | 2007/2008 | 29   | 5    |    |     |    |     |        |        |
| Nacional             | 2008/2009 | 16   | 3    |    |     |    |     |        |        |
| Nacional             | Totalt    | 45   | 8    |    |     |    |     |        |        |
| Universidad de Chile | 2009      | 9    | 1    |    |     |    |     |        |        |
| Universidad de Chile | 2010      | 24   | 4    |    |     |    |     |        |        |
| Universidad de Chile | 2011      | 1    | 0    | 0  | 0   | 0  | 0   | 1      | 0      |
| Universidad de Chile | Totalt    | 34   | 5    |    |     |    |     |        |        |
| Cruzeiro             | 2011      | 0    | 0    | 0  | 0   | 3  | 0   | 3      | 0      |
| Cruzeiro             | Totalt    |      |      |    |     |    |     |        |        |